# Amanda Seyfried
Amanda Michelle Seyfried (Allentown, 3 de dezembro de 1985), é uma atriz, cantora, compositora, e modelo norte-americana. Seyfried começou a atuar aos 15 anos, logo após dar início na carreira de modelo. A atriz é estrela de diversos filmes de sucesso, incluindo a comédia Mean Girls, a adaptação do romance Dear John e os musicais Mamma Mia! e Les Misérables. Em 2021, recebeu sua primeira indicação ao Oscar por Mank, onde interpretou Marion Davies e no ano seguinte, venceu o Emmy pela sua performance na minissérie The Dropout, baseada na vida da empresária Elizabeth Holmes.
Nascida e criada em Allentown, Pensilvânia, Seyfried começou a modelar quando tinha 11 anos e a atuar aos 15, em papéis recorrentes como Lucy Montgomery na novela As the World Turns (1999-2001) da CBS e Joni Stafford na novela ABC, All My Children (2003). Ela ganhou destaque após sua estreia no cinema na comédia adolescente Mean Girls (2004) e seu papel recorrente como Lilly Kane na série de televisão da UPN, Veronica Mars (2004–2006).
Seyfried passou a receber papéis coadjuvantes em filmes independentes, como Nine Lives (2005) e Alpha Dog (2006), e retratou Sarah Henrickson na HBO série Big Love (2006-2011).
Logo em seguida, obteve papéis principais em filmes de sucesso, estrelando o longa-metragem musical de grande sucesso de bilheteria Mamma Mia! (2008), o filme de terror Solstice (2008), a comédia de terror Jennifer's Body (2009), o thriller erótico O Preço da Traição (2009), o drama romântico Dear John (2010), a comédia romântica Letters to Juliet (2010), o terror romance Red Riding Hood (2011), o filme de ficção científica de ação In Time (2011), o musical Les Misérables (2012), pelo qual foi indicada ao Screen Actors Guild Award por Melhor Desempenho de um Elenco de um Filme, o mistério suspense Gone (2012), o drama biográfico Lovelace (2013), a comédia romântica The Big Wedding (2013), as comédias de Seth MacFarlane, A Million Ways to Die in the West (2014) e Ted 2 (2015), o filme de fantasia Pan (2015), os dramas Fathers and Daughters (2016) e First Reformed (2017), a comédia The Clapper (2017), o filme de ficção científica Anon (2018), a comédia policial Gringo (2018), o musical Mamma Mia! Here We Go Again (2018), e a comédia dramática The Art of Racing in the Rain (2019). Ela também fez ocasionalmente trabalhos de locução em animação como Epic (2013) e Scoob! (2020). Por sua performance como Marion Davies em Mank (2020), recebeu aclamação da crítica e foi indicada ao Oscar, Globo de Ouro e Critics' Choice de melhor atriz coadjuvante.

## Início de vida
Seyfried nasceu em Allentown, Pensilvânia no dia 3 de dezembro de 1985. Sua mãe, Ann Sander, é terapeuta ocupacional, e seu pai, Jack Seyfried, é farmacêutico. Ela é de ascendência principalmente alemã, com menor quantidade de ascendência inglesa, escocesa-irlandesa e galesa. Seyfried se formou na William Allen High School de Allentown em 2003.
Seyfried tem uma irmã mais velha, Jennifer Seyfried, uma musicista da banda de rock de órgão da Filadélfia Love City. Seyfried matriculou-se na Fordham University no outono de 2003, mas não compareceu após ser oferecida seu papel em Mean Girls.

## Carreira

### 1996-2006: Inicio de carreira e revelação
Durante o tempo de Seyfried como modelo, ela apareceu em anúncios impressos de empresas de roupas, incluindo Limited Too, com Leighton Meester, e apareceu em três capas da série de romances Sweet Valley High. Ela parou de modelar quando tinha 17 anos, e trabalhou como garçonete em uma comunidade de aposentados. Seyfried teve aulas de voz, estudou ópera e treinou com um treinador da Broadway quando ainda era adolescente. Ela começou a atuar como figurante na série dramática diurna de televisão Guiding Light. De 2000 a 2001, ela interpretou o personagem recorrente Lucy Montgomery na novela da CBS, As the World Turns. Ela interpretou Joni Stafford na novela All My Children, da ABC, de 2002 a 2003.
Em 2003, Seyfried fez o teste para interpretar o papel de Regina George em Mean Girls; porém o papel foi para Rachel McAdams. Enquanto ela foi inicialmente considerada para o papel principal de Cady Heron, interpretado por Lindsay Lohan, os produtores do filme decidiram que Seyfried deveria interpretar Karen Smith, a estúpida amiga e ajudante de Regina no grupo "As Plásticas". O filme foi um sucesso de bilheteria, arrecadando mais de 129 milhões de dólares em sua exibição teatral. O desempenho de Seyfried no filme rendeu a ela, junto com Lohan, Lacey Chabert e McAdams, um MTV Movie Award na categoria de "Melhor Equipe na Tela". A atriz fez o teste para interpretar o personagem-título na UPN a série de televisão Veronica Mars. O papel eventualmente foi para Kristen Bell, e Seyfried interpretou a melhor amiga assassinada de Veronica, Lilly Kane. Seu personagem só foi mostrado em flashbacks. O criador do show, Rob Thomas, sentiu que o retrato de Seyfried como Lilly Kane era tão notável que ele a usou mais vezes no show do que ele inicialmente planejado na primeira temporada. Seyfried apareceu em 10 episódios de 2004 a 2005.
Em 2005, Seyfried interpretou a protagonista Samantha, papel escrito pelo diretor Rodrigo García especificamente para ela, em uma das nove partes do filme Nove Vidas, composto por nove curtas-metragens com temas diversos e elenco. Por sua atuação, ela, junto com outras protagonistas do filme, ganhou um prêmio do Festival Internacional de Cinema de Locarno de Melhor Atriz. No mesmo ano, interpretou o personagem coadjuvante, Mouse, no filme independente American Gun. Em 2006, Seyfried apareceu em cinco episódios de Wildfire como Rebecca e teve um papel principal como Chrissy no curta Gypsies, Tramps & Thieves, do escritor e diretor Andrea Janakas. Seyfried também contribuiu com um papel menor como Julie Beckley em Alpha Dog. De 2004 a 2006, Seyfried fez várias aparições em séries de televisão, incluindo House, Justice, Law & Order: Special Victims Unit, American Dad! e CSI: Investigação da cena do crime.

### 2006–2011: Reconhecimento

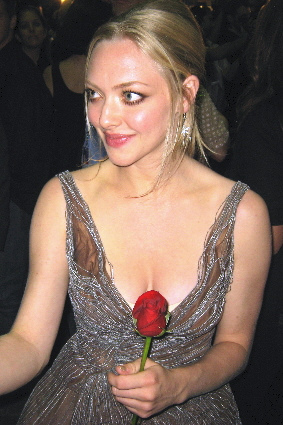
Amanda Seyfried na estreia de Jennifer's Body no Festival Internacional de Cinema de Toronto de 2009.

O perfil de Seyfried ganhou destaque devido ao seu papel na aclamada série dramática de televisão da HBO, Big Love. A série gira em torno de uma família mórmon fundamentalista fictícia, na qual Seyfried interpreta Sarah Henrickson, a primeira filha de Bill e Barb, que luta contra a fé polígama de sua família. Big Love estreou nos Estados Unidos em 12 de março de 2006. Em dezembro de 2009, a HBO confirmou que Seyfried retornaria para a quarta temporada do programa, mas que seria a última, já que Seyfried desejava se concentrar em sua carreira cinematográfica e próximos projetos.
Seguindo Big Love, Seyfried teve um papel coadjuvante, como Zoe, no filme de terror de 2008 Solstice, e co-estrelou ao lado de Meryl Streep em Mamma Mia!, uma comédia romântica adaptada para o cinema de um musical de 1999 de mesmo nome. Mamma Mia! foi o primeiro papel principal de Seyfried. O filme foi o quinto filme de maior bilheteria de 2008, e em janeiro de 2013 foi o 73º filme de maior bilheteria de todos os tempos. Sua atuação musical em Mamma Mia! foi lançado na trilha sonora do filme, para o qual gravou cinco músicas. Como parte da promoção do filme e de sua trilha sonora, Seyfried gravou um videoclipe da música "Gimme! Gimme! Gimme! (A Man After Midnight)".
Em março de 2008, Seyfried estava no elenco do filme de humor negro Corpo de Jennifer como Anita Lesnicki, a melhor amiga do personagem-título. O filme, que estreou no Festival Internacional de Cinema de Toronto de 2009 e foi lançado nos cinemas em 18 de setembro de 2009, recebeu críticas mistas da crítica. No mesmo ano, ela foi escalada para o filme independente de comédia dramática Boogie Woogie. Ela interpretou Paige Oppenheimer, um dos papéis principais no filme. O filme foi originalmente exibido em 26 de junho de 2009, no Festival Internacional de Cinema de Edimburgo, e foi exibido nos cinemas dos EUA em 25 de abril de 2010. Em 22 de fevereiro de 2009, Seyfried apresentou um prêmio e se apresentou na 81ª cerimônia do Oscar. No início de março de 2009, o diretor Zack Snyder contratou Seyfried para interpretar o papel principal, Baby Doll, em Sucker Punch, mas Seyfried teve que abandonar o filme devido a conflitos de agenda com Big Love.
Seyfried estrelou ao lado de Channing Tatum em Dear John, a adaptação cinematográfica do romance de mesmo nome escrito por Nicholas Sparks. O filme foi lançado em 5 de fevereiro de 2010 e recebeu críticas geralmente negativas. Seyfried escreveu e gravou "Little House", uma canção em uma das trilhas sonoras de Dear John. Kirk Honeycutt do The Hollywood Reporter disse: "Seyfried dá ao personagem e seu relacionamento tudo o que ela tem, mas ela não pode fazer todo o trabalho pesado. O romance é muito unilateral e, francamente, você não pode culpá-la por direcionar sua vida para outro canal". Apesar das críticas mistas, Caro John tornou-se o primeiro filme a romper Avatar e arrecadou US $ 80 milhões nos EUA teatralmente e US $ 115 milhões no mundo inteiro.

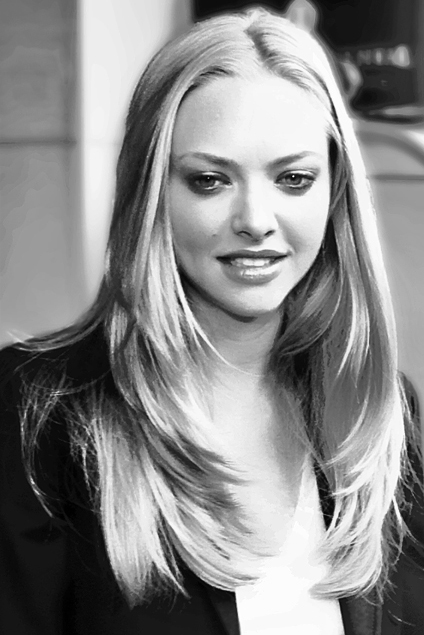
Amanda no Festival de Toronto em 2009.

Seyfried apareceu como personagem-título no thriller erótico O Preço da Traição, lançado nos cinemas pela Sony Pictures Classics em 26 de março de 2010. Chloe estreou originalmente no Festival de Cinema de Toronto em setembro de 2009. No filme, o personagem de Seyfried é um acompanhante que é contratado para testar um marido, porque sua esposa sente que não pode confiar em sua fidelidade. Chloe teve sucesso comercial e se tornou o maior sucesso financeiro do diretor Atom Egoyan. O desempenho de Seyfried no filme também recebeu críticas favoráveis da crítica; também a ajudou a obter aclamação da indústria e a receber mais oportunidades de desempenhar funções mais variadas.
Mais tarde, em 2010, Seyfried estrelou o filme de comédia romântica Letters to Juliet, baseado no livro de Lise e Ceil Friedman, que foi lançado com críticas mistas e foi um sucesso de bilheteria, gerando US $ 80 milhões em todo o mundo. Ela foi nomeada e recebeu um prêmio como "Estrela Feminina Revelação Showest do Ano". Ela também ganhou a categoria "Scared-As-S ** T" por sua atuação em Jennifer's Body e foi indicada como Melhor Performance Feminina por seu filme Dear John, no MTV Movie Awards 2010. Também em 2010, ela foi incluída na Forbes na lista "As 17 Estrelas Para Assistir", e recebeu três indicações no Teen Choice Awards, incluindo para Choice Movie Actress Drama e Choice Movie Chemistry com seu co-estrela Channing Tatum para o filme Dear John. Seyfried também foi indicada para Comédia Romântica de Melhor Atriz de Filme por Letters to Juliet.
No final de janeiro de 2009, ela foi contratada para aparecer na adaptação da Myriad Pictures da comédia de Oscar Wilde, A Woman of No Importance. O filme foi programado para ser lançado em 2011. Em 2010, no entanto, relatórios indicaram que o filme pode não ser produzido devido à falta de financiamento. Em 2009, ela estava programada para aparecer no filme Albert Nobbs ; ela acabou desistindo devido a conflitos de agendamento e foi lançado em 11 de março de 2011, com muitas críticas negativas, mas arrecadou US $ 90 milhões em todo o mundo com um orçamento de US $ 42 milhões. Ela também interpretou o papel principal de Sylvia Weis em Andrew Niccol de Mia Wasikowska. Seyfried interpretou o papel de Valerie em Red Riding Hood, de Catherine Hardwicke. No filme In Time, que reuniu-la com a co-estrela de Alpha Dog, Justin Timberlake, lançado em outubro de 2011 a mesclado comentários, mas arrecadou mais de US $ 172 milhões no mundo inteiro. Ainda em 2011, Seyfried tornou-se porta-voz e modelo da Cle de Peau Beaute, linha japonesa de produtos de beleza.

### 2012–presente

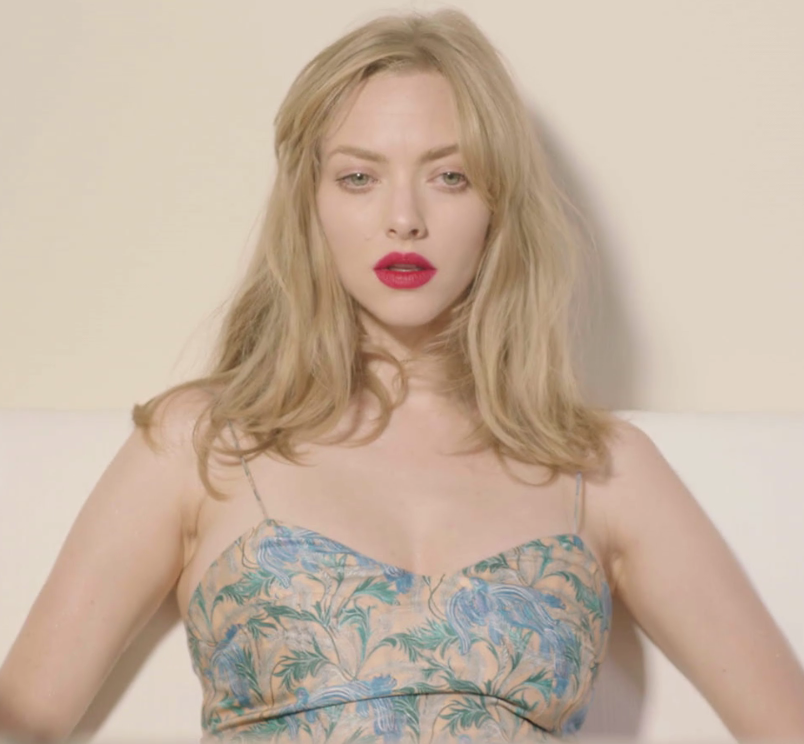
Amanda Seyfried em um photoshoot para a Vogue.

Seyfried estrelou o thriller Gone, lançado no início de 2012. Mais tarde naquele ano, ela interpretou Cosette na adaptação cinematográfica do musical Les Misérables. O filme e sua atuação receberam elogios da crítica e foi indicado ao Oscar de Melhor Filme e arrecadou um total de US $ 440 milhões em todo o mundo. Junto aos demais atores principais do filme, Seyfried venceu o Satellite de Melhor Elenco em Cinema.
Em 2013, Seyfried apareceu na comédia The Big Wedding, teve uma voz no filme de animação de sucesso Epic e interpretou Linda Lovelace no filme biográfico Lovelace. Sua atuação neste último filme rendeu a Seyfried a aclamação da crítica de cinema. Ela apareceu no drama de 2013 The End of Love. Ela também foi contratada para desempenhar o papel de Ann Burden na dramatização do romance pós-apocalíptico de Robert O'Brien Z para Zachariah, mas foi substituída por Margot Robbie após a produção ser adiada. Em 2013, ela começou a modelar para Givenchy.
Em 2015, ela estrelou a comédia Ted 2, ao lado de Mark Wahlberg e Seth MacFarlane, e interpretou a mãe de Peter Pan no filme Pan. Em 2018, ela estrelou como Anon, um hacker visual futurista, no filme original da Netflix Anon, com Clive Owen;[carece de fontes?] e reprisou seu papel como Sophie Sheridan no filme Mamma Mia! Here We Go Again, lançado em julho. Em 2019, Seyfried estrelou como Eve em The Art of Racing in the Rain, uma comédia dramática baseada em um best-seller de mesmo nome.
Em 2020, Seyfried forneceu a voz de Daphne Blake no filme Scoob!. Ela também estrelou o terror psicológico You Should Have Left, ao lado de Kevin Bacon, dirigido por David Koepp. Ainda naquele ano, recebeu elogios por parte da crítica especializada por sua atuação como a atriz Marion Davies em Mank (2020), pelo qual foi indicada aos Critic's Choice, Globo de Ouro, Oscar de Melhor Atriz Coadjuvante e Satellite Award, em que venceu na categoria de Melhor Atriz Coadjuvante em Cinema.

## Vida pessoal
Seyfried afirmou que sofre de ansiedade e ataque de pânico. Em 2008, ela começou a namorar Dominic Cooper, com quem fez par romântico em Mamma Mia!, o casal anunciou a ruptura em 2010, mas continuam bons amigos. Manteve um relacionamento com o ator Ryan Phillippe. Namorou, entre 2013 e 2015, o ator Justin Long.
Desde os 19 anos que toma regularmente Escitalopram, um medicamento Antidepressivo. Anunciou, no dia 29 de novembro de 2016, que estava à espera do primeiro filho e que o pai é Thomas Sadoski. A criança nasceu em 21 de Março de 2017, e se chama Nina Rain Sadoski-Seyfried. Amanda e Thomas se casaram em uma cerimônia discreta também em Março de 2017. Em setembro de 2020, ela deu a luz ao segundo filho do casal, um menino.
Seyfried é membro do conselho da ONG INARA, que fornece serviços médicos para crianças feridas em zonas de guerra, com foco em crianças refugiadas da Síria.

## Mídia
Seyfried recebeu vários elogios da revista People, que a classificou como número um em um artigo de 2011 apresentando "25 belezas (e gatas) aos 25 anos"; ela também foi incluída na lista anual de beleza da revista em 2009 e 2010. Além disso, ela apareceu no artigo "Beautiful at Every Age" em 2012. Seyfried foi destaque na Vanity Fair em 2008, e apareceu na capa da revista com várias outras atrizes em 2010.

## Filmografia

### Cinema
| Ano  | Título                            | Papel                   | Notas          |
| ---- | --------------------------------- | ----------------------- | -------------- |
| 2002 | Spirit: Stallion of the Cimarron  | Chuva                   | Voz            |
| 2004 | Mean Girls                        | Karen Smith             |                |
| 2005 | Nine Lives                        | Samantha                |                |
| 2005 | American Gun                      | Mouse                   |                |
| 2006 | Alpha Dog                         | Julie Beckley           |                |
| 2006 | Gypsies, Tramps & Thieves         | Chrissy                 | Curta-metragem |
| 2008 | Solstice                          | Zoe                     |                |
| 2008 | Mamma Mia!                        | Sophie Sheridan         |                |
| 2008 | Official Selection                | Emily                   | Curta-metragem |
| 2009 | Boogie Woogie                     | Paige Oppenheimer       |                |
| 2009 | Jennifer's Body                   | Anita "Needy" Lesnicki  |                |
| 2009 | Chloe                             | Chloe Sweeney           |                |
| 2010 | Dear John                         | Savannah Lynn Curtis    |                |
| 2010 | Letters to Juliet                 | Sophie Hall             |                |
| 2011 | Red Riding Hood                   | Valerie                 |                |
| 2011 | A Bag of Hammers                  | Amanda                  |                |
| 2011 | In Time                           | Sylvia Weis             |                |
| 2012 | Gone                              | Jill Conway             |                |
| 2012 | Les Misérables                    | Cosette                 |                |
| 2013 | The End of Love                   | Ela mesma               | Participação   |
| 2013 | The Big Wedding                   | Missy O'Connor          |                |
| 2013 | Epic                              | Mary Katherine          | Voz            |
| 2013 | Lovelace                          | Linda Lovelace          |                |
| 2014 | A Million Ways to Die in the West | Louise                  |                |
| 2014 | Dog Food                          | Eva                     | Curta-metragem |
| 2014 | While We're Young                 | Darby Massey            |                |
| 2015 | Ted 2                             | Samantha Leslie Jackson |                |
| 2015 | Unity                             | Narradora               | Documentário   |
| 2015 | Pan                               | Mary                    |                |
| 2015 | Love the Coopers                  | Ruby                    |                |
| 2015 | Fathers and Daughters             | Katie Davis             |                |
| 2017 | The Last Word                     | Anne Sherman            |                |
| 2017 | The Clapper                       | Judy                    |                |
| 2017 | First Reformed                    | Mary Mensana            |                |
| 2018 | Gringo                            | Sunny                   |                |
| 2018 | Anon                              | A Garota                |                |
| 2018 | Mamma Mia! Here We Go Again       | Sophie Sheridan         |                |
| 2019 | The Art of Racing in the Rain     | Eve                     |                |
| 2020 | Scoob!                            | Daphne Blake            | Voz            |
| 2020 | You Should Have Left              | Susanna                 |                |
| 2020 | Mank                              | Marion Davies           |                |
| 2021 | Things Heard and Seen             | Catherine Claire        |                |
| 2021 | A Mouthful of Air                 | Julie Davis             | Produtora      |
| 2023 | Seven Veils                       | Jeanine                 |                |
| 2024 | I Don't Understand You            | Candice                 |                |
| 2025 | The Housemaid                     |                         | Filmando       |
| TBA  | Ann Lee                           | Ann Lee                 |                |

### Televisão
| Ano       | Título                            | Papel                   | Notas                                       |
| --------- | --------------------------------- | ----------------------- | ------------------------------------------- |
| 1999-2001 | As the World Turns                | Lucy Montgomery         | 27 episódios                                |
| 2003      | All My Children                   | Joni Stafford           | 3 episódios                                 |
| 2004      | Law & Order: Special Victims Unit | Tandi McCain            | Episódio: "Outcry"                          |
| 2004-2006 | Veronica Mars                     | Lilly Kane              | 11 episódios                                |
| 2005      | House M.D.                        | Pam                     | Episódio: "Detox"                           |
| 2006      | Wildfire                          | Rebecca                 | 5 episódios                                 |
| 2006      | CSI: Crime Scene Investigation    | Lacey Finn              | Episódio: "Rashomama"                       |
| 2006      | Justice                           | Ann Juliette Diggs      | Episódio: "Pretty Woman"                    |
| 2006-2011 | Big Love                          | Sarah Henrickson        | 44 episódios                                |
| 2008      | American Dad!                     | Amy                     | Episódio: "Escape from Pearl Bailey"        |
| 2014      | Cosmos: A Spacetime Odyssey       | Marie Tharp             | Episódio: "The Lost Worlds of Planet Earth" |
| 2017      | Twin Peaks (2017)                 | Rebecca (Becky) Burnett | 4 episódios                                 |
| 2022      | The Dropout                       | Elizabeth Holmes        | Papel principal                             |
| 2023      | The Crowded Room                  | Rya Goodwin             | Papel principal                             |
| 2024      | The Simpsons                      | Dr. Lori Spivak (voz)   | Episódio: "Frinkenstein's Monster"          |
| TBA       | Long Bright River                 | Mickey                  | Papel principal                             |